# Öræfajökull
De Öræfajökull is een met ijs bedekt vulkanisch massief, dat deel uitmaakt van de Vatnajökull, de grootste gletsjer van Europa. De hoogste top van Öræfajökull is de Hvannadalshnúkur met een hoogte van 2.110 meter, het hoogste punt van IJsland.
De rivier de Stigá heeft haar oorsprong in de Öræfajökull. In dit riviertje bevindt zich de Stigafoss, met een verval van 138 meter de op een na hoogste waterval van IJsland.